# Turismul în Japonia

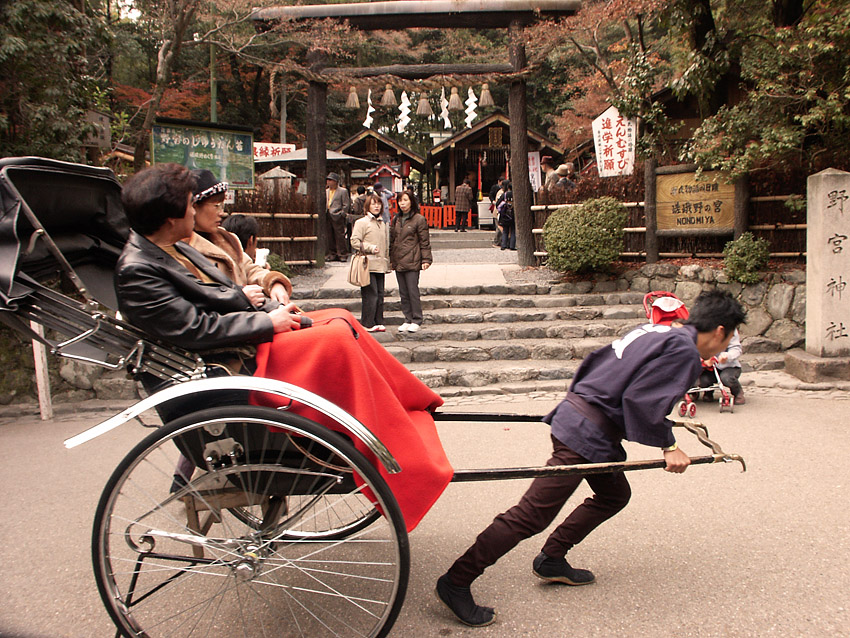
Turişti plimbaţi în ricşă la Kyoto (în fața sanctuarului shintoist Nonomiya din cartierul Arashiyama)

Turismul în Japonia se caracterizează atât printr-un sector vibrant intern, cât și prin vizita a peste 8 milioane de turiști străini anual, ¾ din aceștia veniind din Asia. După raportul dintre numărul de turiști străini care vizitează Japonia și cel al turiștilor japonezi care vizitează țări străine, Japonia se află pe ultimul loc în cadrul țărilor din grupul G8. Japonia este cea mai populară destinație pentru călătorii externe pentru coreenii de sud și taiwanezi.
În ultimii ani, Japonia a devenit destinație turistică de iarnă pentru mulți vizitatori din țările învecinate și australieni, care merg de exemplu la schiat la Niseko în Hokkaidō.

## Istoria turismului în Japonia

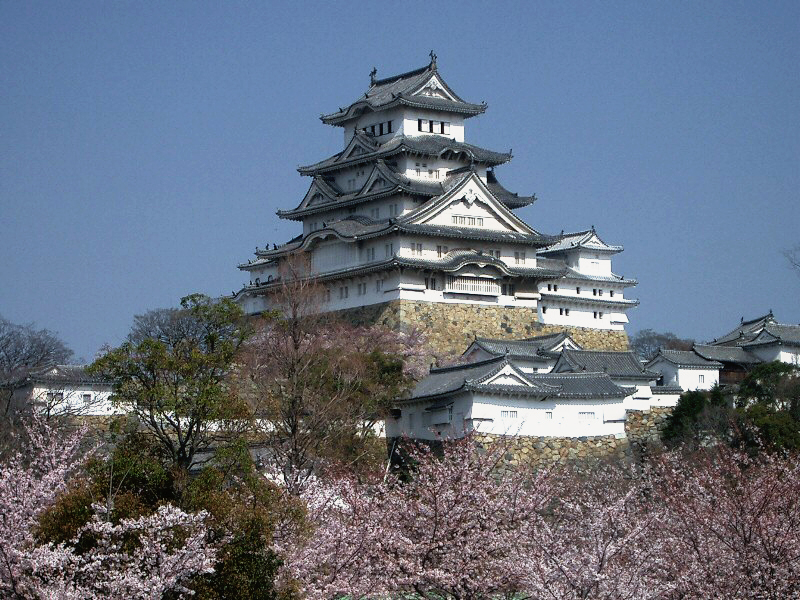
Castelul Himeji
(Locul din Patrimoniul Mondial UNESCO)

În timpul erei feudale, adică înainte de Restaurația Meiji, călătoriile în interiorul Japoniei pentru oamenii de rând erau strict reglementate. Se putea merge doar prin așa-zisele shukuba, care erau stații de poștă, unde călătorii trebuiau să prezinte actele necesare. Iar călătorilor străini vizitarea Japoniei le era interzisă total.
Odată cu Restaurația Meiji, și cu construirea unui sistem de cale ferată, turismul intern s-a dezvoltat tot mai mult, iar străinilor l-i s-a permis să viziteze țara.
În 1887 a fost înființată Kihinkai (貴賓会?), o agenție de stat care avea un rol coordonartor în promovarea turismului. Un alt punct de reper în acest sens a fost promulgarea unei legi pentru stimularea construcției de hoteluri, din 1907, datorită căreia Ministerul Căilor Ferate a început să construiască hoteluri publice în toate regiunile țării.

## Turismul în ziua de astăzi
Turismul este o ramură vitală a economiei și societății japoneze moderne, dar trebuie menționat faptul că majoritatea amenajărilor turistice din Japonia îi vizează mai degrabă pe turiștii japonezi decât pe cei străini. Excepții în acest sens sunt eventual Kyoto și Tokyo.
Japonezii, având concedii relativ scurte și care se iau de obicei odată cu ceilalți angajați ai firmei, călătoresc mai ales în trei perioade ale anului: așa-numita „Săptămână de aur” de la sfârșitul lunii aprilie la începutul lunii mai, săptămâna „O-Bon” de la mijlocul lui iulie/august și sfârșitul anului/începutul anului nou.
Călătorii mai lungi de o săptămână sunt rare pentru cei ce lucrează, ele fiind posibile doar pentru studenți, pensionari și casnice.
Călătoriile cu întoarcerea în aceeași zi sau în ziua următoare sunt cele mai des întâlnite la japonezi. Pentru cei rămași acasă se cumpără cadouri (numite o-miyage), de obicei dulciuri sau produse alimentare specifice regiunii vizitate. Foarte multe călătorii interne au ca țel băi termale (numite onsen), foarte iubite de japonezi. Se stă peste noapte la hotel, ryokan (hotel stil japonez), minshuku (un fel de han).
Ca țară de destinație a turismului internațional, în 2008 Japonia a fost pe locul 28 într-un clasament privind cele mai populare destinații turistice din lume.

## Destinații turistice majore

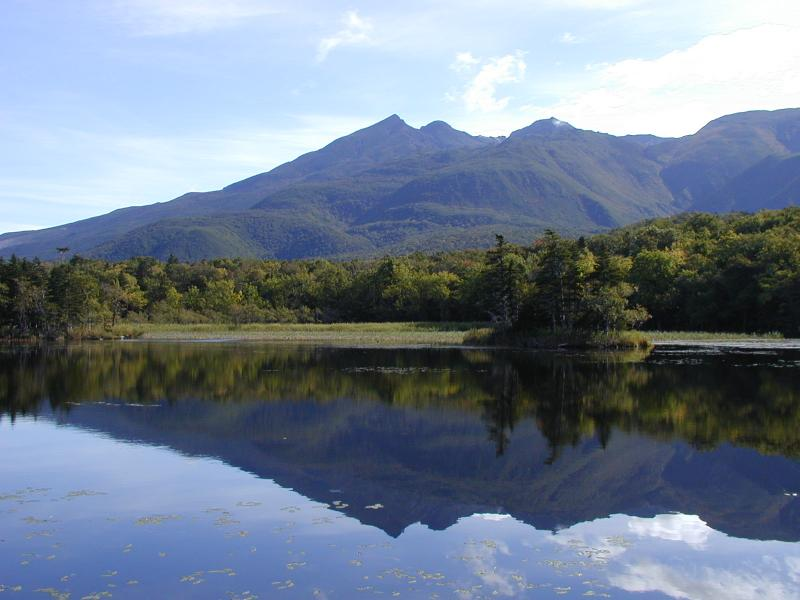
Goko Five Lakes in Shiretoko (LPM)

Shinjuku in Tokyo, and Fuji

Shirakawa-gō (LPM)

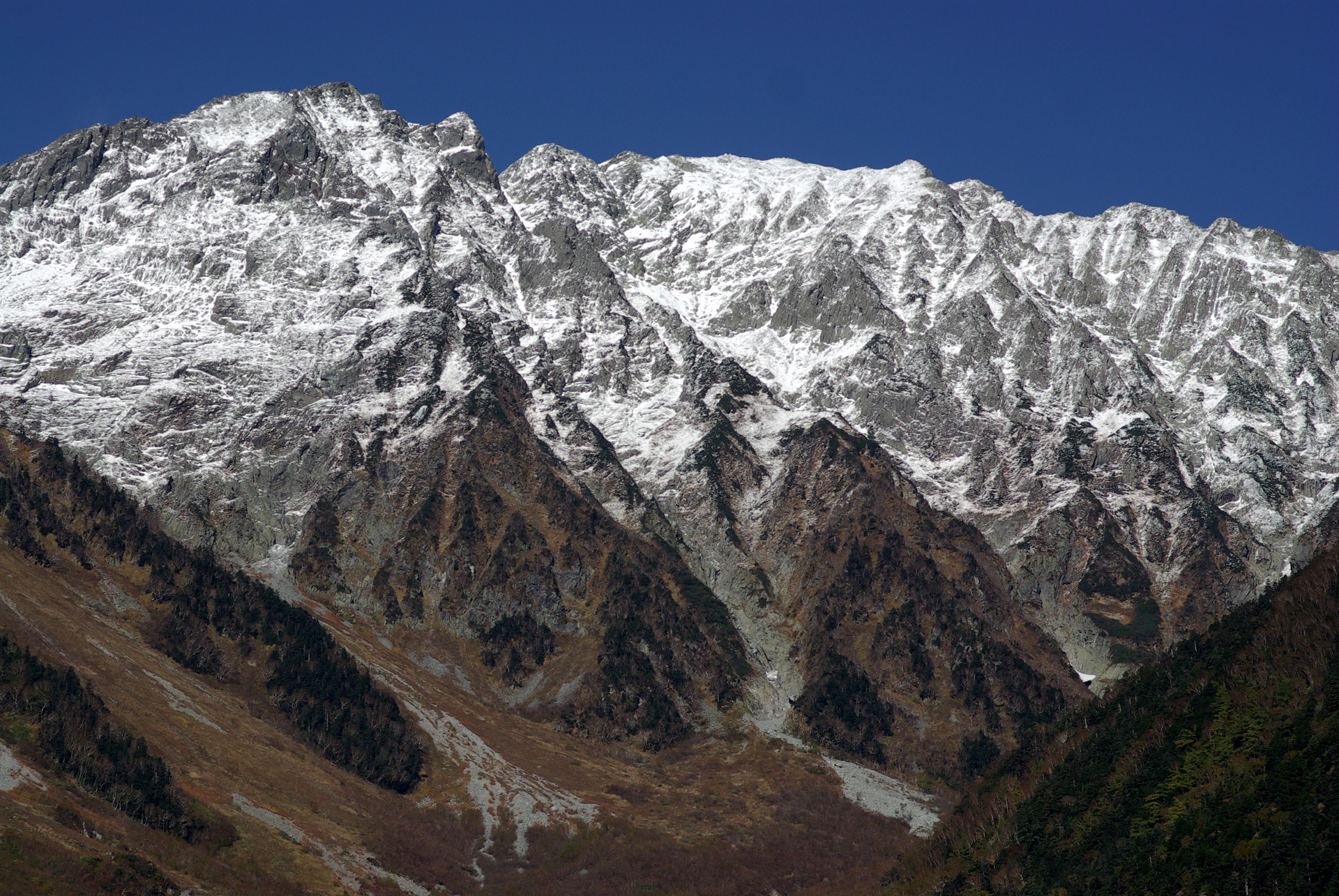
Japoneză Alpi per vedere da Kamikōchi

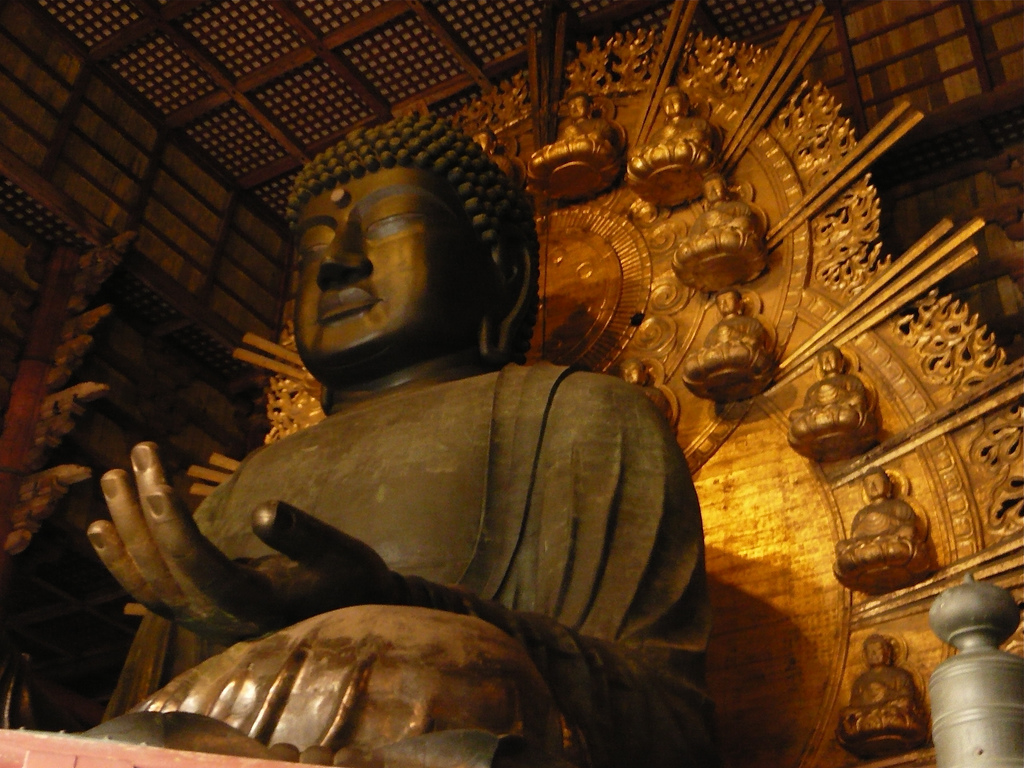
Tōdai-ji Daibutsu in Nara (LPM)

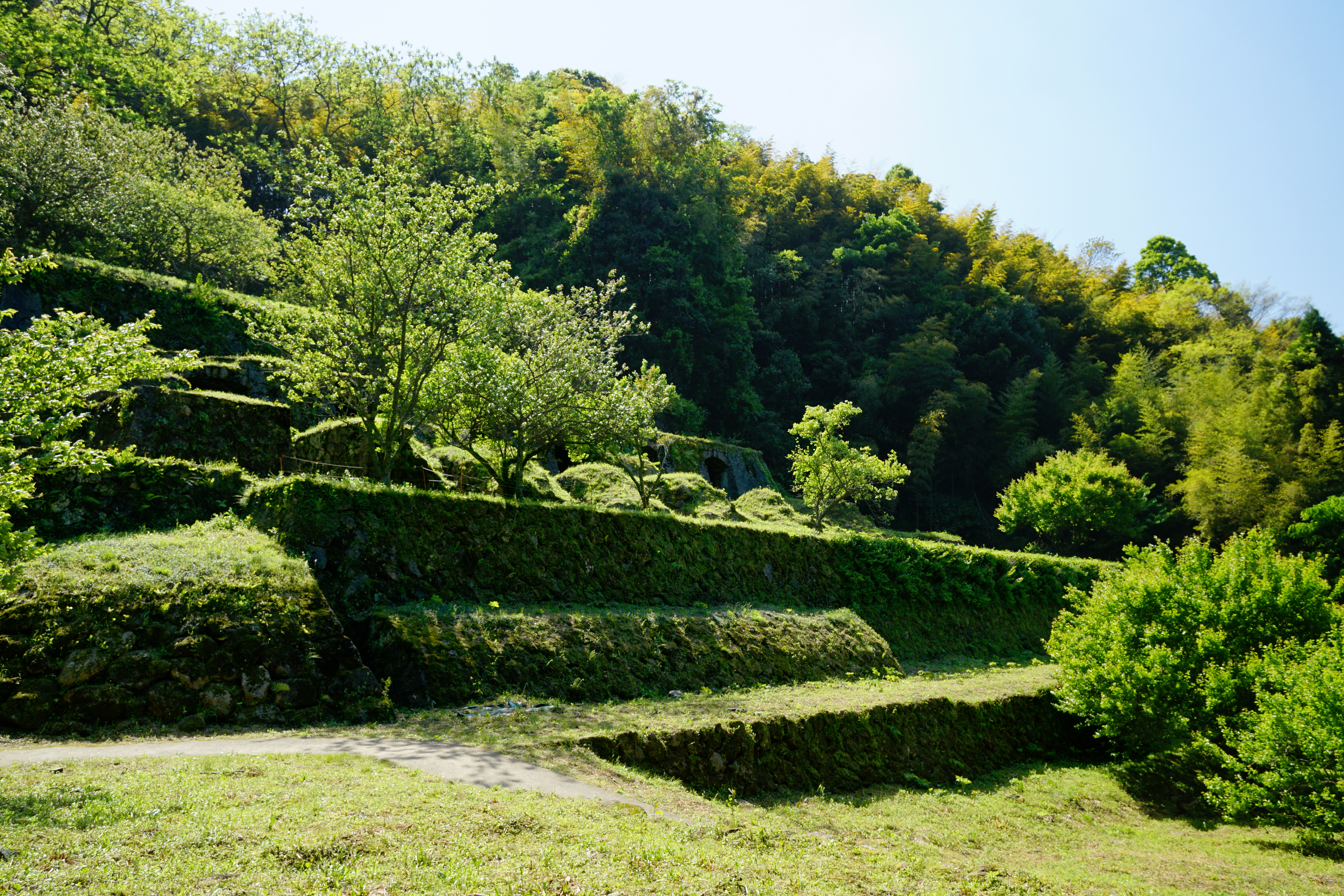
Iwami Ginzan (LPM)

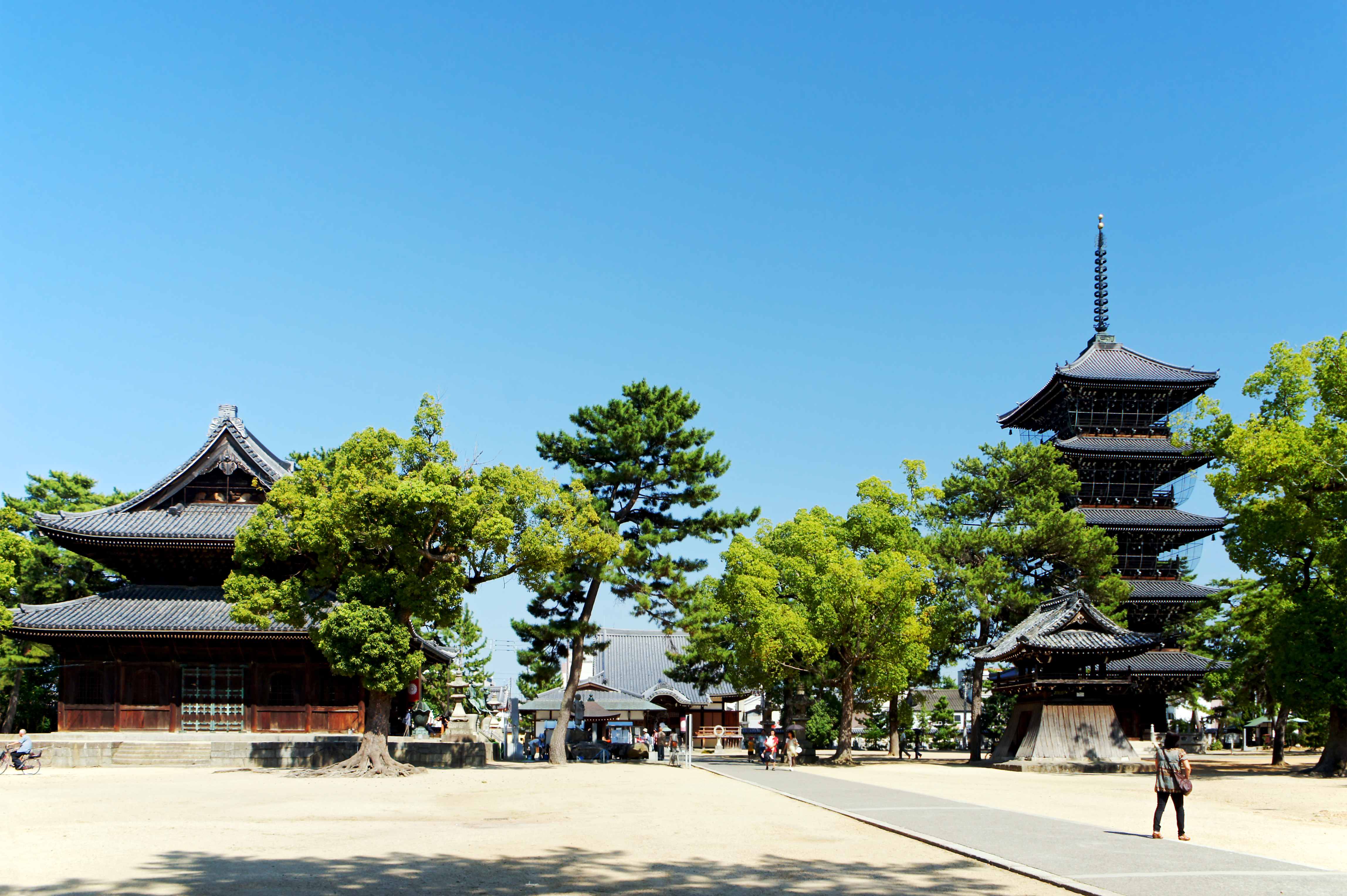
Pelerinajul Shikoku (Zentsu-ji)

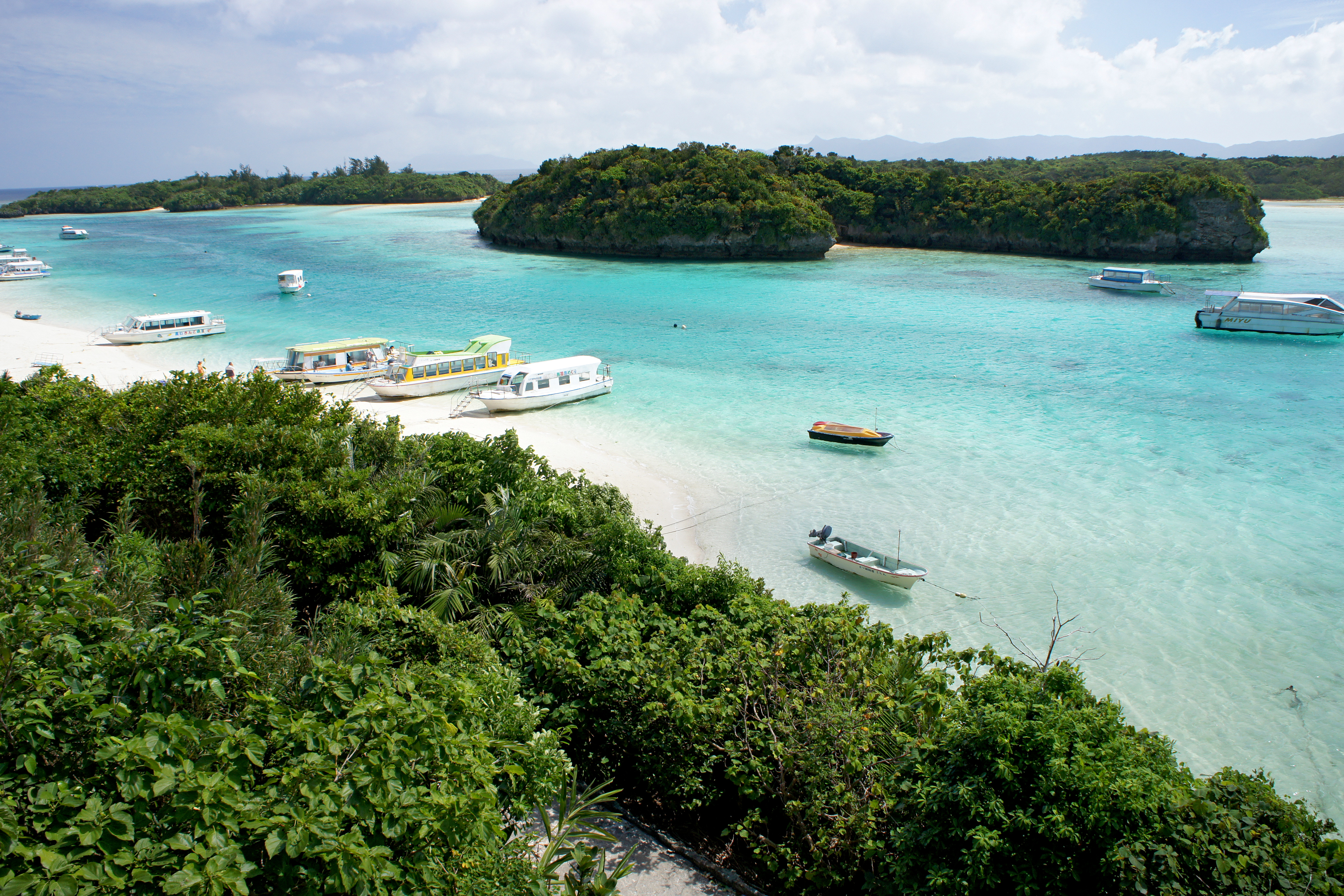
Ishigakijima, Okinawa

#### Hokkaidō
- Shiretoko (LPM)
- Lacul Mashu, Lacul Kussharo

#### Regiunea Tōhoku
- Shirakami-Sanchi (LPM)
- Lake Towada
- Zaō Onsen

#### Regiunea Kantō
- Nikkō - Tōshō-gū (LPM)
- Tokyo - Tokyo Disney Resort, Asakusa, Akihabara, Ginza, Shinjuku
- Kusatsu Onsen
- Hakone Onsen

#### Regiunea Chūbu
- Fuji
- Japoneză Alpi
- Shiga Kōgen
- Matsumoto - Kamikōchi, Mount Hotaka, Matsumoto Castle
- Shirakawa-gō and Gokayama (LPM)

#### Regiunea Kansai
- Himeji - Engyo-ji, Castelul Himeji (LPM)
- Ikaruga - Horyu-ji (LPM).
- Kyoto - Kinkaku-ji, Ginkaku-ji, Kiyomizu-dera, Ryoan-ji, Sanjusangen-do, etc (LPM).
- Kobe - Portul Kobe, Rokkō, Podul Akashi-Kaikyo, Arima Onsen, Kobe Luminarie
- Mount Kōya - Kongobu-ji (LPM)
- Nara - Todai-ji, Toshodai-ji, Kofuku-ji, Yakushi-ji,  Heijo-kyo, Kasuga-taisha and Nara Park, etc.  (LPM)
- Nachikatsuura - Nachi Falls, Kumano Kodō, etc. (LPM)
- Osaka - Umeda, Castelul Osaka, Universal Studios Japan, Acvariul din Osaka
- Otsu - Lacul Biwa, Hiyoshi Taisha, Enryaku-ji (LPM)
- Shingu - Kumano Hayatama Taisha, Kumano River (LPM)
- Toyooka - Sanin Kaigan National Park (San'in Coast Geopark), Izushi, Kinosaki Onsen
- Uji - Byodo-In și Ujigami (LPM),  Relația Genji monogatari
- Yoshino - Kimpusen-ji, Yoshimizu-jinja, Yoshino Mikumari-jinja, etc. (LPM)
- Nanki-shirahama Onsen

#### Regiunea Chūgoku
- Prefectura Tottori - Tottori Sand Dunes, Daisen, Castelul Tottori
- Prefectura Shimane - Iwami Ginzan (LPM), Izumo-taisha, Matsue Castle, Oki Islands
- Prefectura Okayama - Kōraku-en and Castelul Okayama
- Prefectura Hiroshima - Atomic Bomb Dome (WHL), Itsukushima Shrine (WHL), Tomonoura

#### Shikoku
- Pelerinajul Shikoku
- Prefectura Ehime - Dōgo Onsen, Castelul Matsuyama
- Prefectura Kagawa - Kotohira-gū, Ritsurin Park
- Prefectura Tokushima - Naruto whirlpools, Awa Dance Festival
- Prefectura Kōchi - Cape Muroto (Muroto Geopark), Cape Ashizuri

#### KyūshūandOkinawa
- Prefectura Kagoshima - Yakushima (LPM), Sakurajima, Amami Ōshima
- Prefectura Okinawa - Shuri Castle, Nakagusuku Castle, Nakijin Castle etc., they are parts of Gusuku Sites and Related Properties of the Kingdom of Ryukyu (LPM), Ishigakijima
- Beppu Onsen
- Yufuin Onsen